# Panamericana
Panamericana é um supergrupo brasileiro de rock formado em 2011 por Toni Platão (ex-Hojerizah), Dado Villa-Lobos (ex-Legião Urbana), Dé Palmeira (ex-Barão Vermelho) e Charles Gavin (ex-Titãs). A proposta do grupo é regravar canções de outros artistas sul-americanos.
O baterista Charles explicou a proposta da banda da seguinte forma:
| “ | É fato que no Brasil a gente não toma conhecimento do pop latino, uma questão complexa que tem muitas respostas. A consequência disso é que grandes artistas não tocam aqui e nós trocamos muito pouco culturalmente com estes vizinhos | ” |

## História
Após o show-tributo à Legião Urbana no Rock in Rio IV, em 2011, do qual Toni Platão participou como vocalista convidado, Pedro Mendonça, diretor do Canal Brasil, o contatou para criar um projeto em parceria com Dado Villa-Lobos relacionado à Legião Urbana. A ideia foi descartada e sugeriu-se, então, um programa no qual eles interpretariam clássicos do rock inglês, o que também não deu certo. Toni então se lembrou de um outro programa do Canal Brasil, chamado "Cone Sul", que abordava o cinema daquela região sul-americana, e isso o inspirou a criar algo relacionado ao rock da mesma região. Em dezembro de 2011, os dois músicos se juntaram a Charles Gavin e Dé Palmeira e montaram a banda, cujos primeiros ensaios se deram em 2012.
Na época, a banda ensaiava para tocar no Teatro Amazonas, mas o projeto foi abandonado. O grupo seguiu seu trabalho, contudo, desta vez com a intenção de gravar um disco e um programa. Na época, a banda tinha a intenção de lançar o disco no segundo semestre de 2013, juntamente ao programa. O álbum contaria com oito músicas argentinas e cinco uruguaias. O programa teria cinco ou seis episódios em Buenos Aires e Montevidéu e a banda lançaria mais quatro ou cinco discos com músicas de outros países sul-americanos.
O show de estreia do quarteto foi no dia 3 de abril de 2013, no Festival de Teatro de Curitiba. Foi a segunda vez que Charles tocou em um palco desde que deixou os Titãs em 2010 (a primeira vez foi em 2012 com os próprios Titãs, em um show especial de comemoração dos 30 anos da banda com os também ex-integrantes Arnaldo Antunes e Nando Reis). Foi também a primeira vez em que ele estreou uma banda e a primeira vez que Toni tocou com uma banda desde 1989.

## Integrantes
- Toni Platão (ex-Hojerizah) - Voz e Vocais.
- Dado Villa-Lobos (ex-Legião Urbana) - Guitarras e Vocais.
- Dé Palmeira (ex-Barão Vermelho) - Contrabaixo e Vocais.
- Charles Gavin (ex-Titãs) - Bateria e Percussão.

## Discografia
- SUR (2014)